# Big Money
Big Money ist das achte Studioalbum der US-amerikanischen Melodic-Rock-Band House of Lords.

## Entstehung
Das Album wurde 2011 im Studio des Sängers James Christian aufgenommen. Es enthält 12 Titel, von denen vier in Zusammenarbeit mit dem Gitarristen Tommy Denander entstanden
Cover
Das Cover des Albums zeigt zwei Löwen, die ein Wappenschild halten. Dieses Symbol ist seit dem Debütalbum der Gruppe ein wiederkehrendes Motiv und fand, mit Ausnahme von Come to My Kingdom, bisher für alle Alben der Gruppe Verwendung.
Veröffentlichung
Das Album wurde in Europa am 27. September 2011 auf CD und als Downloadversion veröffentlicht.

## Rezeption
Das Magazin Rocks schrieb, die Gruppe habe erst mit dem 2008 erschienenen Album Come to My Kingdom „den Spagat zwischen Markenzeichenpflege und natürlichem Altern“ geschafft. Big Money schaffe das „noch viel besser“, es sei „die LP, die sich am unmittelbarsten in die Klassiker-Galerie einreihen“ lasse. Der Rezensent nennt Songbeispiele und bemerkt am Beispiel des Liedes One Man Down, dass es nach dem „wirkungsvollen Start auf der Akustik-Gitarre und Blues-Anklang deutlich lauter“ werde. Positiv bemerkt er, es gebe „feine Déjà-écoutés mit Whitesnake und in der Bridge sogar Thunder“, in der Strophe überzeuge James Christian mit „dem kernigsten Gesangsvortrag seit Jahren“. Fazit von Daniel Böhm: „Gute Platte.“

## Titelliste
1. 3:56 – Big Money (Baker, Christian, Bell)
2. 5:14 – One Man Down (Baker, Christian, Bell)
3. 3:34 – First to Cry (Baker, Silbar)
4. 4:22 – Someday When (Baker, Christian, Denander)
5. 3:44 – Searchin’ (Baker, Christian, Denander)
6. 3:54 – Living in a Dream World  (Baker, Christian, Bell)
7. 4:01 – The Next Time I Hold You (Christian, Denander, Baker)
8. 4:50 – Run (Baker, Christian, Denander)
9. 4:03 – Hologram (Baker, Christian, Marcello)
10. 4:06 – Seven  (Baker, Christian, Bell)
11. 3:43 – Once, Twice  (Baker, Christian, Bell)
12. 3:34 – Blood  (Baker, Christian, Bell)